# 梅尔克修道院
48°13′41″N 15°20′02″E / 48.22806°N 15.33389°E

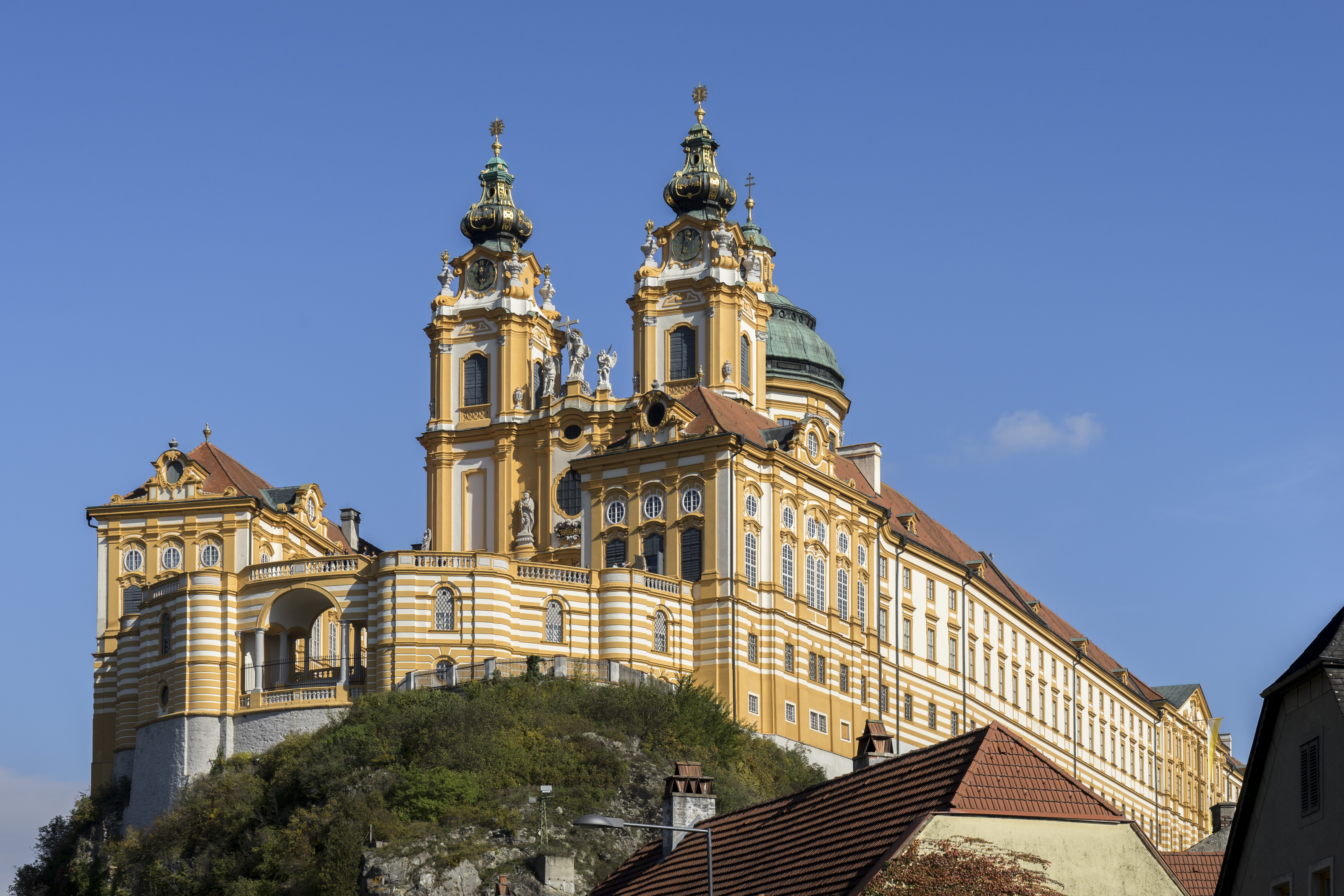
梅尔克修道院

梅尔克修道院（Stift Melk）是一座本笃会修道院，位于奥地利下奥地利州梅尔克镇的山岩上，俯瞰多瑙河，毗邻瓦豪河谷。
梅尔克修道院成立于1089年。巴洛克建筑修建于1702年到1736年，有精美的壁画，图书馆藏有无数的中世纪手稿。由于其名望和学术价值，在1780年到1790年约瑟夫二世大量解散奥地利的修道院时，梅尔克修道院得以幸免，并逃过了拿破仑战争的破坏。1938年德奥合并，学校和修道院的大部分被纳粹收归国有。
在2000年連同整個瓦豪河谷被列入世界文化遺產。

梅尔克修道院 - Stift Melk
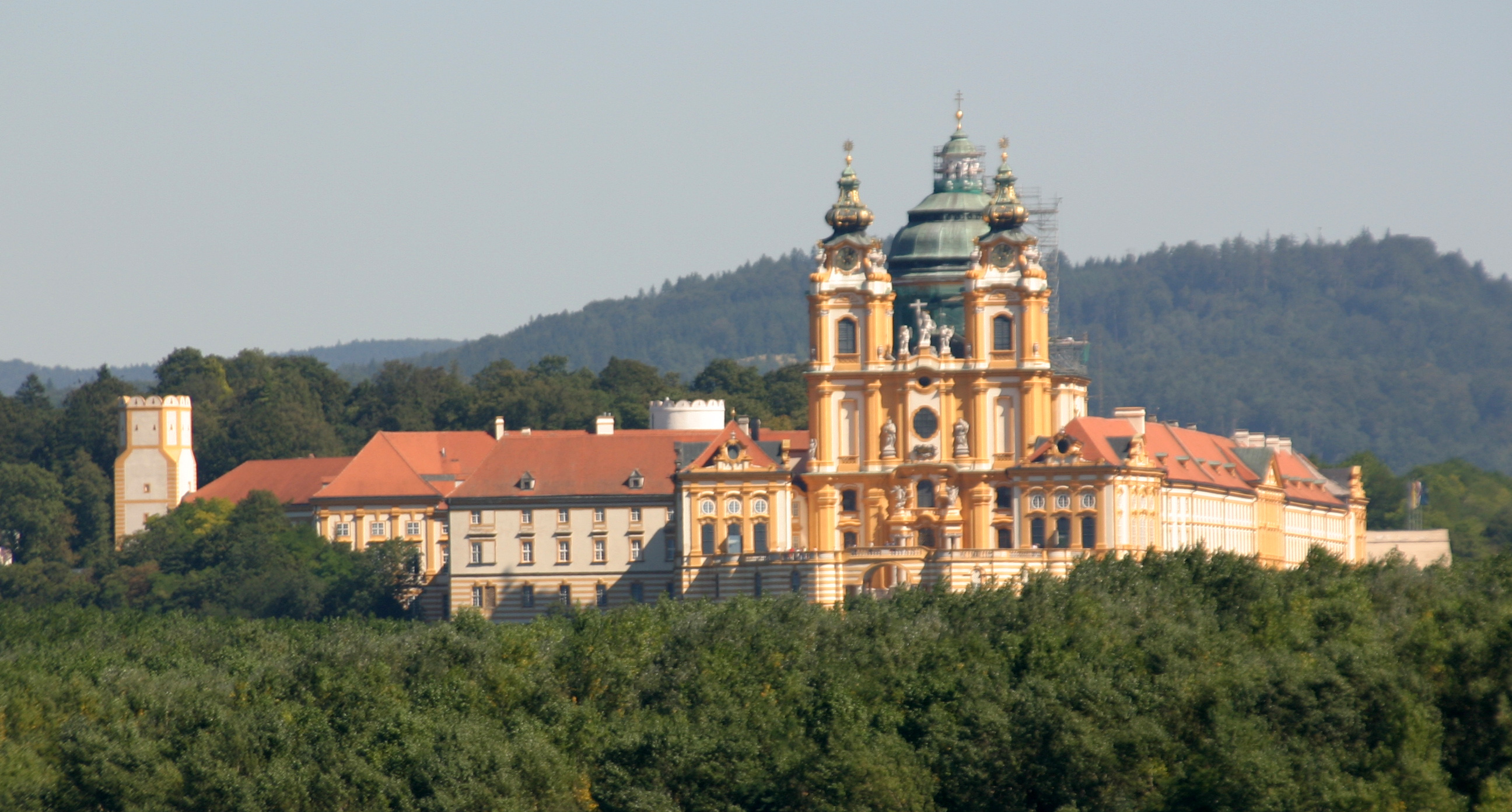
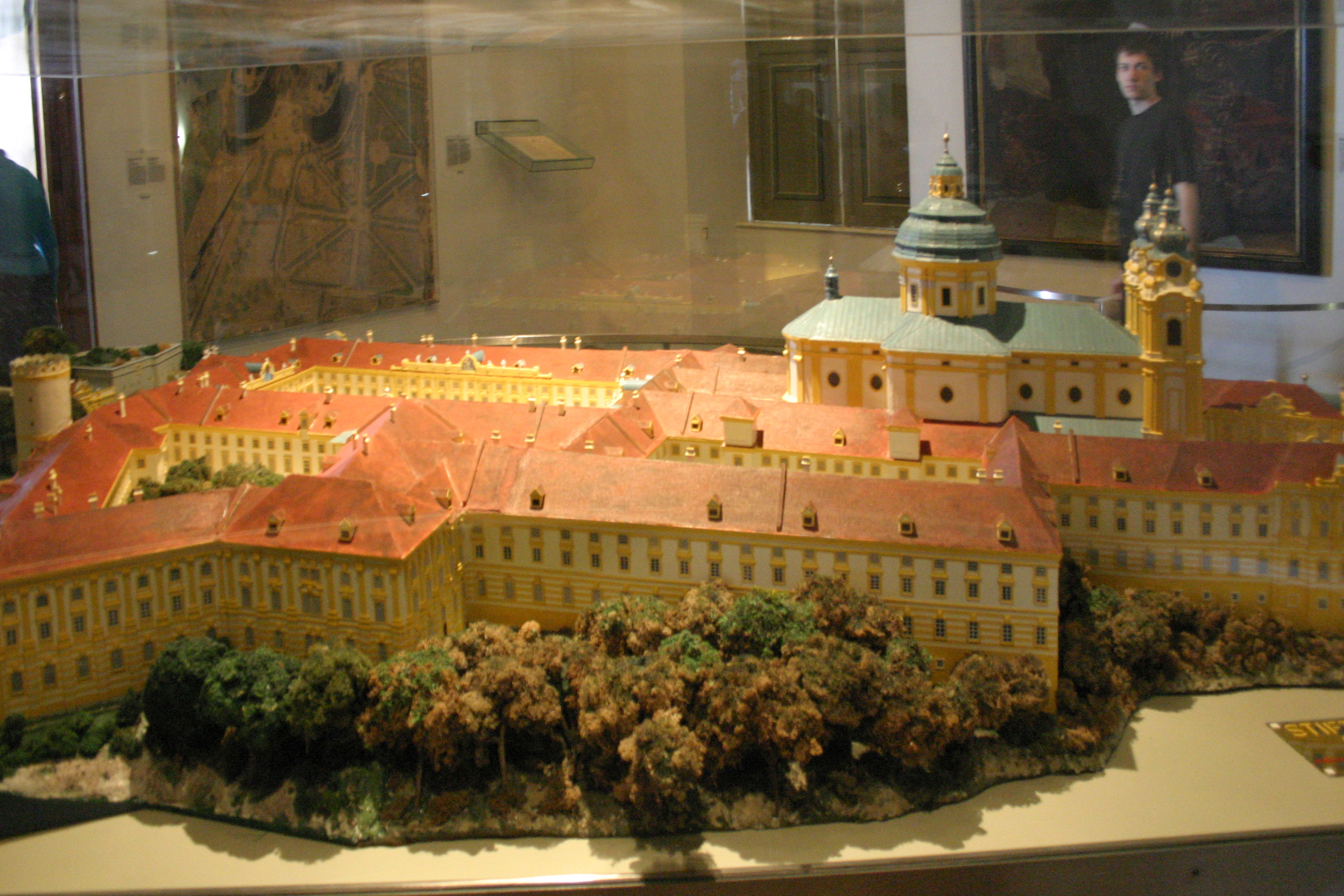
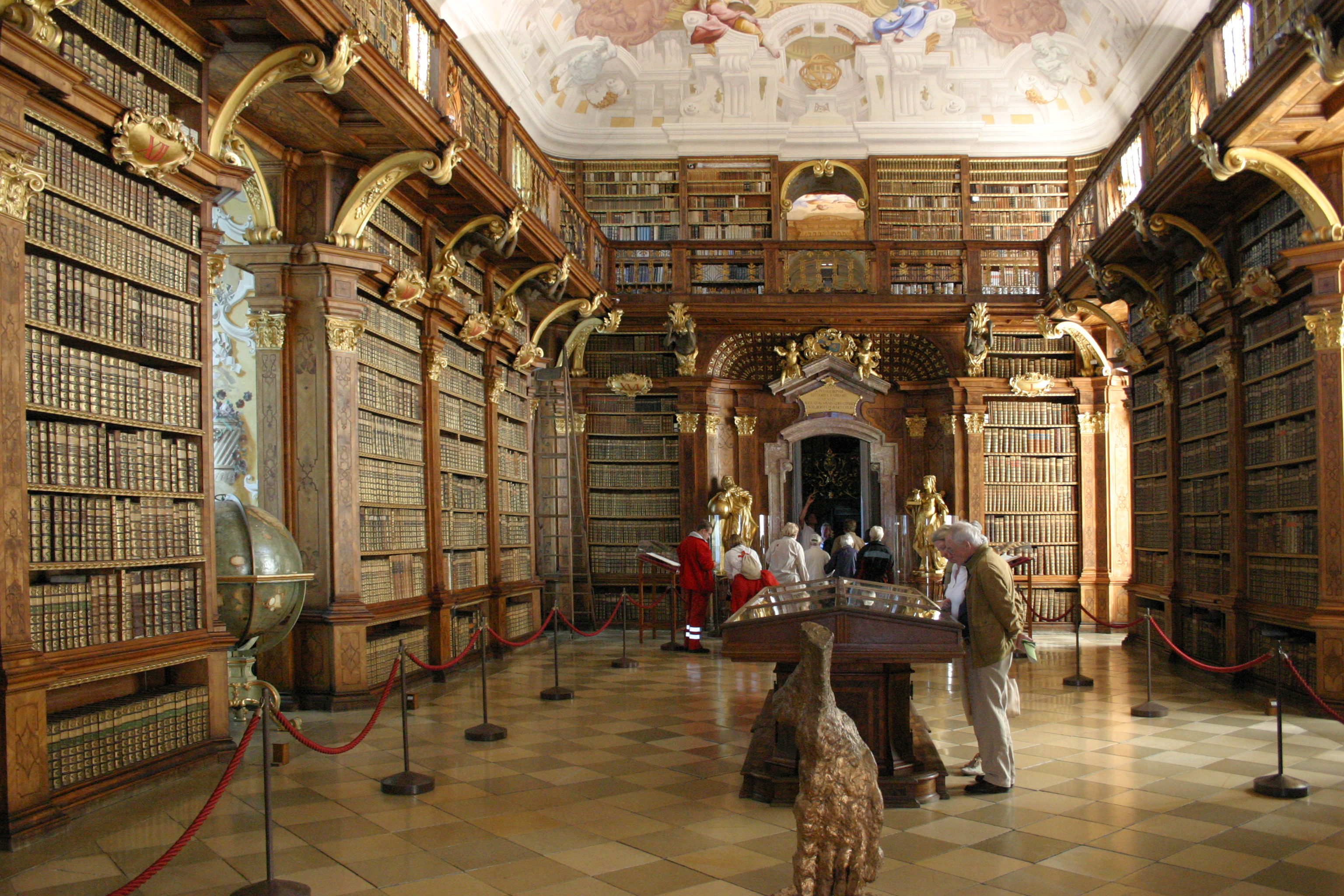
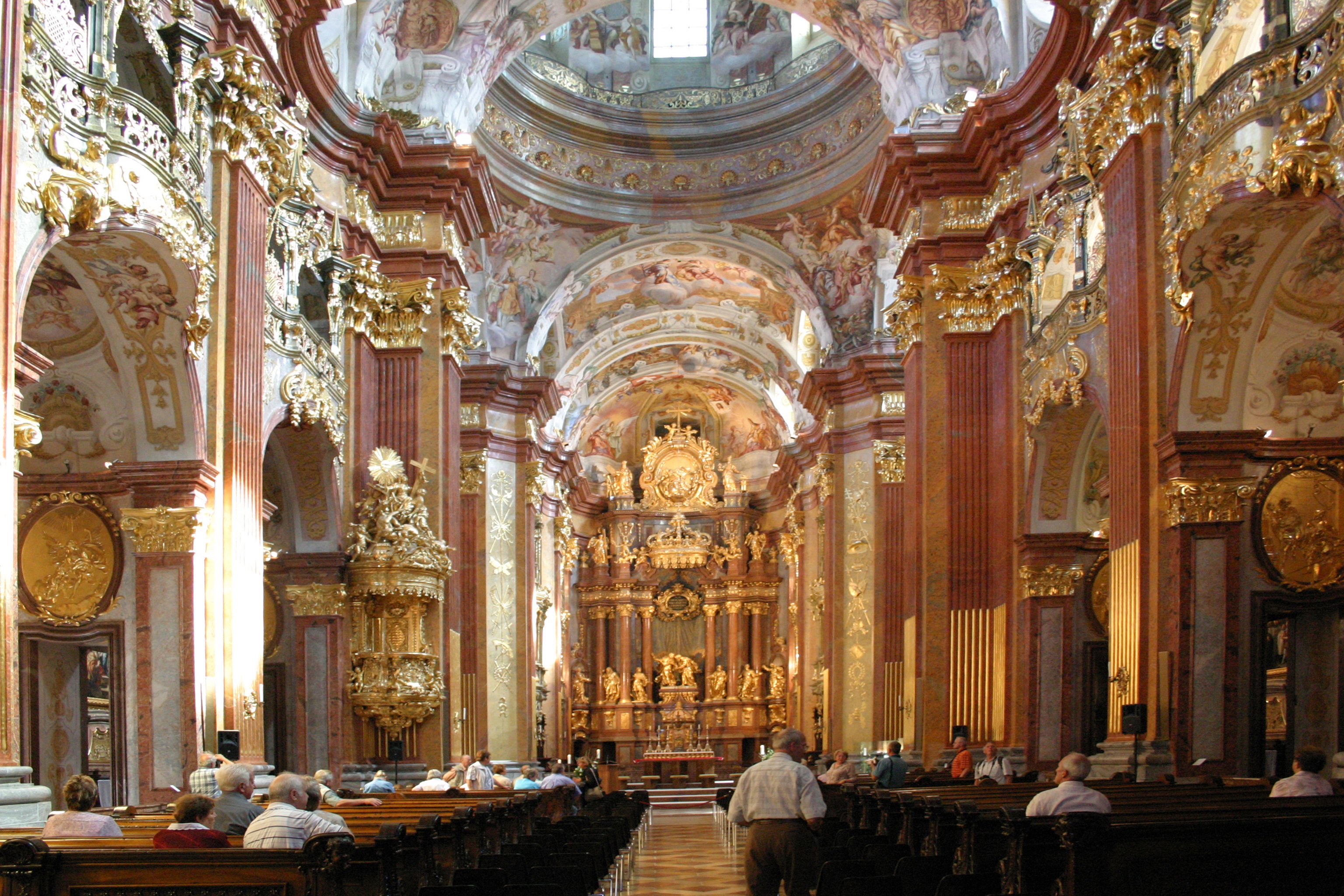
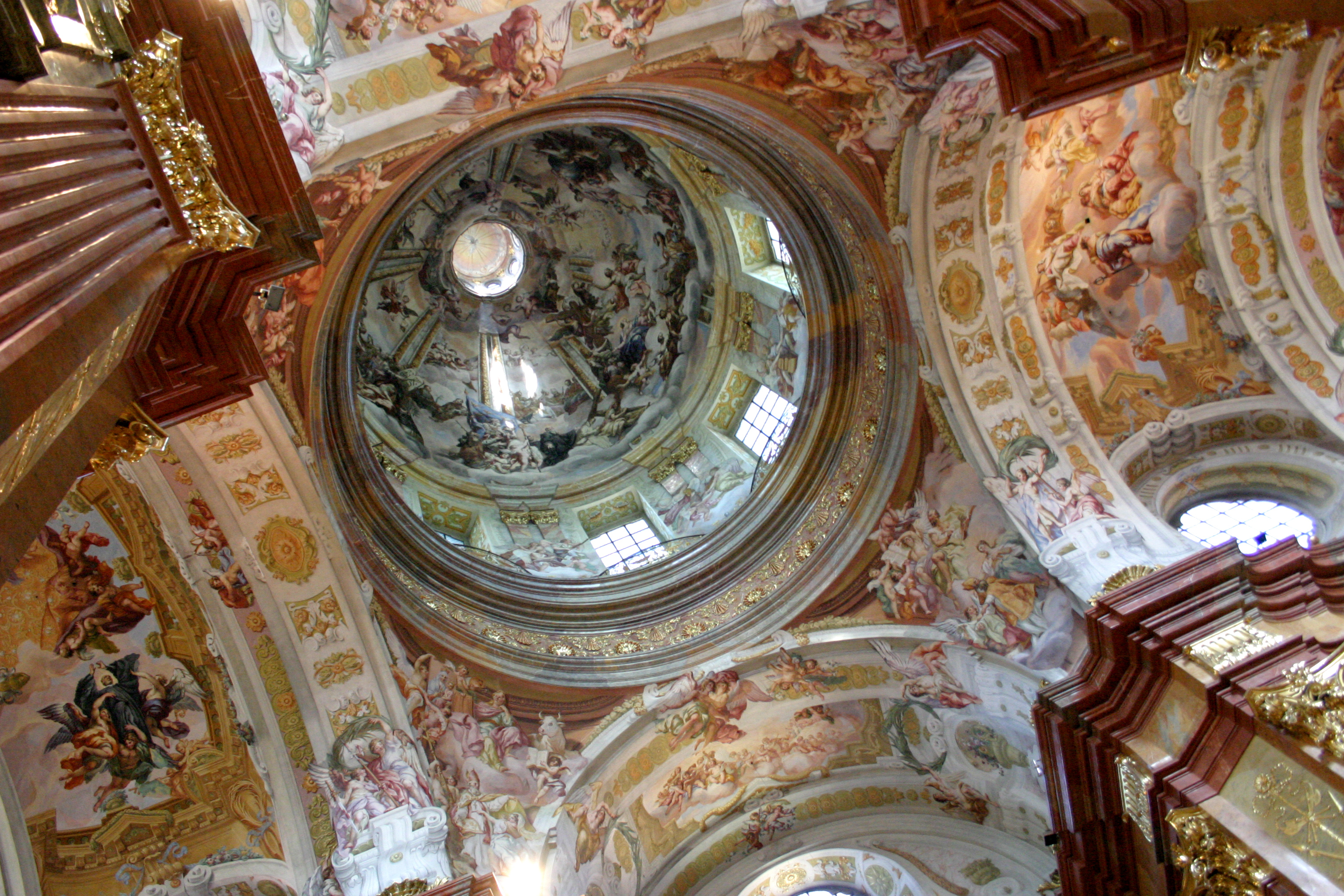
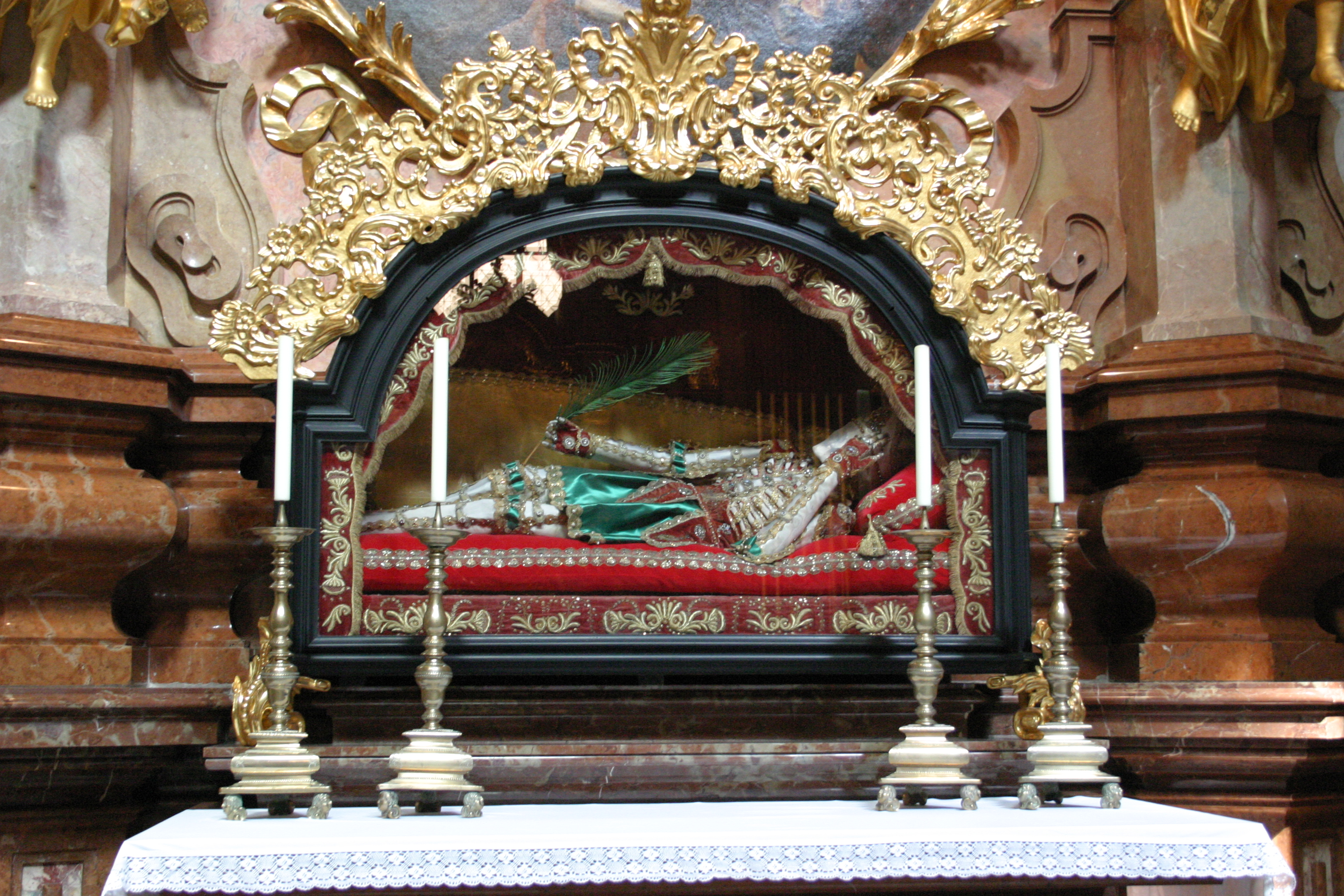